# Dieter Köster
Dieter Köster (* 4. September 1947 in Flensburg) ist ein deutscher Film- und Fernsehregisseur, Filmeditor, Kameramann, Autor.

## Leben
Nach seiner Lehre und langjähriger Tätigkeit als Fernmeldehandwerker absolvierte Köster den zweiten Bildungsweg. Er ist seit 1969 verheiratet mit Hannelore Conradsen. 1969 entstand sein erster Kurzspielfilm, Hochzeitsreiseverbrechen (mit Hannelore Conradsen als Darstellerin).
Seit 1972 arbeitet er als Autor, Editor, Kameramann und Regisseur von Kino- und Fernsehfilmen, unter anderem für das ZDF (Lobende Erwähnung für Briefwechsel, Fernsehspielfestival Paris 1974). 1976 erfolgte der Abschluss seines Studiums an der Deutschen Film- und Fernsehakademie Berlin, anschließend folgten Tätigkeit als Tontechniker, Kameramann und Redaktionsassistent. Er begleitet seine Filmarbeiten oft auch als Fotograf.
In den 1970er Jahren drehte Köster mehrere Jugendfilme (unter anderem mit und von Robert Wolfgang Schnell: Holger wohnt im Zoo). In den 1980er Jahren folgten preisgekrönte Filmarbeiten, die sich mit dem Kleinbürgerlichen in uns selbst befassen, sowie Musikfilme und später Videoclips (1. Preis für Stricher, beim Videoclipfestival New York 1994). Er realisierte Filme und Beiträge für die TV-Reihen und Magazine: Das Kleine Fernsehspiel, Logo, Denkste!?, Unter deutschen Dächern, Moskito, 45 Fieber, Nahaufnahme, 24 Stunden, Backstage, ARD-Exclusiv, Der Dokumentarfilm und über 40 Porträts für die ARD-Reihe Höchstpersönlich. Er war Mitbegründer zahlreicher Film- und Fernsehproduktionen (Pro-Film, Fuzzi-Film, C&V, mbu). Mit Hannelore Conradsen realisiert Köster auch immer wieder subjektive, Reise-Filme: Wir können Kälte nicht ausstehen.

## Machart
Als Dokumentarist filmt er vor allem kleine Szenen, oft nur Randbeobachtungen, die er in langen Filmen zu Geschichten von einfachen Leuten assoziiert, das sind bei ihm aber fast alle, im Milieu der Friseure, Massenmedien, Stimmungsmacher, Top-Manager, Formationstänzer, Popmusiksänger oder bei Reisenden im Orient-Express. Oft thematisiert Köster auf unterhaltsame Art und Weise den Hang seiner Protagonisten zur Unterordnung in unterschiedlichen Lebenslagen und zeigt die Folgen. Dafür erhielt er einen Sonderpreis beim Max-Ophüls-Festival 1983 für Wilde Clique, der wegen dieses Spielfilms geschaffen wurde.
2006/2007 laufen Arbeiten an einer Real-Animation, in der er zum ersten Mal Fiktion und Wirklichkeit – via Internet – in einer surrealen Geschichte verbindet: unter dem Titel Ich bin 3 Kirschkuchen (Gloria im Wunderland).
2008 definiert Köster seine Haltung zum „Film- und Fernsehmachen“ wie folgt: „Im Gegensatz zur weitverbreiteten Praxis, wollte ich nicht alles Unordentliche, völlig klar und überschaubar machen, plump und platt und vordergründig in Reihe bringen; die »Message« mit sämtlichen zur Verfügung stehenden Zeigefingern, Zaunpfählen und Holzhämmern dem Zuschauer einbläuen; wobei man notfalls auch noch unter Vollnarkose mitbekommt, dass hier Kunst gemacht wird oder das, was dafür im Allgemeinen gehalten wird und das ganz ohne näher hinschauen zu müssen, um der Lieblingsbeschäftigung nachgehen zu können: sich ganz toll, aber wirklich ganz toll und betroffen zu fühlen …“
„Die Verbitterung vieler intellektuallisierter Filmemacher, besteht zum Teil ja gerade darin, dass der Fernsehbetrieb auch ohne sie zu funktionieren scheint. Keiner vermisst ihre Deutung. Als gäbe es sie gar nicht (außerhalb der subventionierten Kulturspielwiesen), zappt das Massenpublikum von einer Ablenkung in die nächste. So sieht es aber nur aus. In Wirklichkeit geht es um Vermittlung von Inhalten in nicht nur adäquater Sprache, sondern komplexeste Sachverhalte so darstellen zu können, dass auch Zuschauer ohne Hochbildung (oder einer Affinität dazu) ihr Interesse daran finden könnten …“

## Privates
Sein Sohn ist der Diplom-Sozialpädagoge und Filmemacher Svenne Köster. Dieter Köster lebt in Berlin und Taroudannt, bis 2005 lehrte er als Dozent. Ab 2008 will er keine Fernseh-Eigenproduktionen mehr realisieren und andere Perspektiven suchen: „Es war eine interessante TV-Zeit, so soll sie mir in Erinnerung bleiben.“

## Filmografie (Auswahl)

### Als Regisseur, wo keine weiteren Angaben
- 1970–1973: Briefwechsel (Pro Film / ZDF) – auch Drehbuch, Kamera, Schnitt
- 1976: In der Stille – erste Versuche (Pro Film / NDR) – auch Drehbuch, Kamera, Schnitt
- 1977: Jan & Jo (ARD) – auch Drehbuch
- 1978: Holger wohnt im Zoo (Mehrteiler) (ARD)
- 1980: Schöne lahme Ferien (ARD) – auch Drehbuch
- 1981: Die Mauerbande (ARD) – auch Drehbuch
- 1982: Die kleine Freiheit (HCK / Fuzzi-Film / ARD)
- 1983: Wilde Clique (HCK) – auch Drehbuch, Kamera, Schnitt
- 1984: Rauschendes Leben (C & V) – auch Kamera, Schnitt
- 1984: Die 4 aus der Zwischenzeit (6 Folgen) (SFB)
- 1985: … zurück aus Hollywood (ARD) – auch Drehbuch
- 1986: Wohin mit Willfried? (ARD) – auch Drehbuch
- 1986–1994: Etwa 40 Videoclips und Musikfilme (u. a. Die Ärzte, Heiner Pudelko, Normahl, Geier Sturzflug, Wigald Boning)
- 1987–1989: Moskito – Nichts sticht besser (ARD)
- 1988: Traumjob (ARD)
- 1989: Großmarkt (SFB)
- 1990: Ha(a)rmonie in Vollendung (HCK / ARD) – auch Kamera, Schnitt
- 1991: Wetten, dass..? (ARD)
- 1992: Harte Jobs (HCK / ARD) – auch Kamera, Schnitt
- 1993: Stricher (ARD) – auch Drehbuch
- 1993: Potsdam – Odessa (ARD)
- 1993: Gesucht: Lebendige Wasserleiche (ARD)
- 1993–2006: ca. 40 Porträts für Höchstpersönlich (ARD)
- 1994: Hubert von Goisern (ARD)
- 1994: Das große Kind – Heinz Schenk zum 70. (ARD) – auch Drehbuch
- 1994: Heimatklänge (HCK / ARD)
- 1995: Ferien beim Schleifer (Sat.1)
- 1995: Unser Dorf soll schöner werden (HCK / ARD)
- 1996: Feste feiern (HCK / ARD)
- 1996: Taft und Takt (ARD)
- 1997: Klaus und Klaus (Sat.1)
- 1997: Mike Krüger – Beruf Stimmungsmacher (HCK / ARD)
- 1998: Eisleute (HCK / ARD)
- 1999: Wer angibt, hat mehr vom Leben (HCK / ARD)
- 2000: Träume auf Rädern (Orient-Express) (HCK / ARD) – auch 2. Kamera
- 2000: Szenen aus unserem Leben (HCK) – auch Kamera, Schnitt
- 2001: Start up in den Popmusikhimmel (HCK / ARD) – auch 2. Kamera
- 2003: Christian Anders (ARD)
- 2004: Wiener Sängerknaben (ARD)
- 2004: Aussetzer in Frankfurt am Main (HCK) – auch Schnitt
- 2005: Kreuzfahrt in der Flußoase (HCK) – auch Kamera, Schnitt
- 2005: Verflixte-verfickte Stadt (I steh auf di) (HCK / ARD) – auch Drehbuch, Schnitt
- 2006: LUXUS – Made in Cuba (HCK) – auch Kamera, Schnitt
- 2006: Michael von Au (ARD)
- 2006: Grüße von der Heimatfront (mbu) – auch Schnitt
- 2007: Dorothea Moritz macht eine Landpartie (mbu) – auch Kamera, Schnitt
- 2006–2007: Ich bin 3 Kirschkuchen! (Gloria im Wunderland) (mbu) – auch Drehbuch, Kamera, Schnitt
- 2008: Der große Sprung (mbu – independent) – auch Drehbuch, Schnitt
- 2009: Sehn’se, det is Berlin! (MaRock – Film) – auch Schnitt

### Nur Drehbuch Kamera und Schnitt, ohne Regie
- 2008: Das blondierte Glück (Kneesebeck-Film)

## Fotografische Arbeiten (Auswahl)
- 1973: Briefwechsel; s/w Fotoserie über die Dreharbeiten des Films
- 1979: Zoo; Polaroidserie des Schriftstellers Robert Wolfgang Schnell im Berliner Zoo
- 1992: Wetten, dass..? Fotoserie über die TV-Show – backstage
- 1990–1994: Clips; Inszenierte Fotoszenen in den Szenenbildern der Video-Clips
- 1999: Beobachtungen im Orient Express; s/w Fotoserie (zusammen mit Svenne Köster)
- 2007: Pixelbilder aus dem zweiten Leben; Fotoserie
- 2008: Blaue Reihe; Foto – Stillleben